# Chocobo
Chocobo (jap. チョコボ Chokobo) - duże, fikcyjne stworzenia wywodzące się z serii gier Final Fantasy. Zyskały na popularności gdy Square Enix, wydawca gier Final Fantasy, wydała serię gier z tymi ptakami w roli głównej.

## Opis
Chocobo jest dużym, upierzonym ptakiem, który potrafi unieść człowieka na swoim ciele. Na ogół nie potrafi latać, jednak posiada małe skrzydła, które służą mu jako forma spadochronu. Chocobo spełniają w fikcyjnych światach Final Fantasy taką samą rolę, jak konie w rzeczywistym świecie - są wykorzystywane w wyścigach oraz w czasie bitew.
Pomimo swojego łagodnego usposobienia, Chocobo posiadają krótkie dzioby zakrzywione w dół, dzięki którym poszukują w ziemi pożywienia, a także atakują nimi przeciwników. Ich ostre pazury na dwóch odnóżach pozwalają także na obronę przed przeciwnikami oraz szybszą ucieczkę z walki.
Onomatopeja odgłosów wydawanych przez Chocobo to najczęściej kweh lub wark.

## Występowanie

### Final Fantasy II-VI
Chocobo po raz pierwszy pojawiły się w grze Final Fantasy II wydanej w Japonii w 1988 roku. Miały różowy kolor i pojawiały się tylko w jednym momencie - nie posiadały jeszcze żadnej specjalnej roli. To w Final Fantasy III Chocobo uzyskały swój żółty kolor upierzenia, a ponadto, tutaj po raz pierwszy pojawia się Fat Chocobo, czyli ogromny Chocobo (znany także jako King Chocobo). W tej części po raz pierwszy wykorzystany zostaje także przedmiot warzywo Gisahl, za pomocą którego można przyzwać Fat Chocobo.
W Final Fantasy IV Do żółtego Chocobo dołączył czarny (który potrafił latać pomiędzy lasami) oraz biały (dzięki któremu można zregenerować punkty MP). Jedna z bohaterek gry, Rydia, potrafi przywołać Chocobo jako summona. 
W Final Fantasy V główny bohater posiada od początku gry Chocobo o imieniu Boco. Imię to zostało później wykorzystane dla innych Chocobo w kolejnych grach z serii.
W Final Fantasy VI Chocobo pojawia się w specjalnych stajniach. Można dzięki niemu podróżować po mapie świata nie staczając walk. Chocobo może też przywołać Setzer swoją zdolnością "Slot".

### Final Fantasy VII
W Final Fantasy VII Chocobo są już powszechne i można je znaleźć na każdym kroku. Na południowym wschodzie od miasta Midgar znajduje się farma Chocobo (Chocobo Farm), gdzie gracze mogą przechowywać złapane przez siebie ptaki. Chocobo mogą być odżywiane, dzięki czemu stają się szybsze, bardziej wytrzymałe i mądrzejsze. Jest to przydatne w czasie wyścigów Chocobo na Gold Saucer, gdzie jeźdźcy konkurują ze sobą na jednym z dwóch torów. Mogą być też rozmnażane, co pozwala na uzyskiwanie nowych rodzajów Chocobo.
Oprócz standardowego żółtego Chocobo istnieje także zielony, który pozwala przekraczać tereny górskie, niebieski, pozwalający na przekraczanie mórz i rzek, czarny, będący połączeniem dwóch poprzednich, a także złoty, pozwalający przekraczać oceany. Dzięki nim można zdobyć nowe Materie. W czasie wyścigów na Gold Saucer można też zobaczyć inne kolory Chocobo, np. białe, różowe, czy błękitne - nie są one jednak dostępne dla graczy.
W grze pojawia się także Chocobo Sage - mędrzec zamieszkujący północny kontynent, który jako jedyny na świecie zna sposób na uzyskanie złotego Chocobo.

### Final Fantasy VIII
W Final Fantasy VIII istnieje podział na młode i dorosłe Chocobo. Te młode nazywane są Chicobo i nie potrafią unieść człowieka na swoim ciele. Gracze mogą przyzwać dorosłe Chocobo w lasach Chocobo, a po złapaniu wszystkich sześciu, odwiedzić Chocobo Shrine, gdzie otrzymuje się kartę Chocobo.
Posiadacze PocketStation lub wersji gry na komputery domowe mają dodatkowo dostęp do gry Chocobo World, która pozwala na kontynuowanie przygód Boko, jednego z małych Chicobo, który chodzi za twoimi Chocobo na mapie świata. Podobnie jak w Tamagotchi, w grze tej należy się opiekować Boco i karmić go, dzięki czemu gracz otrzymywał nowe przedmioty w Final Fantasy VIII.
Ponadto, za pomocą przedmiotu Gysahl Greens możliwe było przyzwanie Chocobo do pomocy w walce, który wspomagał gracza jednym ze swoich czterech ataków.

### Final Fantasy IX
W Final Fantasy IX istnieje tylko jeden Chocobo, który jest dostępny dla gracza - ma on na imię Choco i opiekuje się nim moogle. Choco może ewoluować w różne formy za pomocą gry Chocobo Hot & Cold, w której wykorzystując swój dziób, musi on znajdywać przedmioty zakopane w ziemi w lasach Chocobo. Może znaleźć także przedmioty o nazwie Chocograph, które pozwolą mu uzyskać dostęp do Chocobo Paradise, fikcyjnego raju dla Chocobo, nad którym rządzi Fat Chocobo.
Oprócz standardowej, żółtej formy, Choco zyskuje zdolność przekraczania płytkich wód będąc błękitnym, możliwość przekraczania gór będąc czerwonym, możliwość przekraczania głębokich wód będąc granatowym oraz możliwość latania będąc złotym. Jako złoty Chocobo, może on jednak lądować i wzlatywać jedynie w lasach.

### Inne produkcje Square Enix
Chocobo występują także w anime Final Fantasy Unlimited - z czego jeden z nich, nazwany Chobi, dołącza do głównych bohaterów.
Gry, w których Chocobo występują w głównych rolach to Chocobo's Mysterious Dungeon, Chocobo's Dungeon II, Chocoboland, Chocobo Racing oraz wydane tylko w Japonii Chocobo Stallion i Dice de Chocobo.
W pierwszej części gry Seiken Densetsu także pojawił się Chocobo, jednak jego nazwa została później zmieniona na Chocobot. W remake'u tej gry, Sword of Mana, nazwa Chocobo została całkowicie wycofana na korzyść Cannon Ball Travel. W grze Legend of Mana Chocobo są normalnymi zwierzętami - mogą tak samo atakować postacie, jak i zostać oswojone przez ludzi.
Zdjęcie Chocobo jest także widoczne przy wejściu do American Museum of Natural History w grze Parasite Eve.

### Inne gry
We wrześniowym wydaniu czasopisma Dragon Magazine z 2004 roku zostały zamieszczone zasady wykorzystywania Chocobo w Dungeons & Dragons. Istnieją w niej dwa różne rodzaje Chocobo - żółte i czarne.
Chocobo jest także sparodiowane w internetowej grze Kingdom of Loathing jako Cocoabo.